# Adrián Boccia
Adrián Héctor Boccia (Rosario, Santa Fe, Argentina; 14 de julio de 1982) es un baloncestista profesional argentino que juega habitualmente en la posición de escolta.

## Carrera
Boccia es un producto de la cantera del Club Atlético Provincial de la ciudad santafesina de Rosario. Siendo todavía un jugador de categorías juveniles arribó a Boca Juniors, donde debutó profesionalmente en marzo de 1999. 
Tras ser identificado como un baloncestista con mucha proyección, dio un salto a Europa, fichado por el Pamesa Valencia. Aunque tuvo un buen comienzo en el primer equipo, no pudo finalmente ganarse su sitio, por lo que fue enviado a la plantilla juvenil. Antes de concluir su primera temporada en España su club lo cedió al CB Villa Los Barrios de la LEB, donde registró minutos jugando como segundo base.
La temporada siguiente fue nuevamente cedido por los valencianos a un equipo del ascenso español, el Ulla Oil Rosalía, con el que jugó durante un año. Ya desvinculado del Pamesa Valencia, permaneció en España contratado por el CB Ciudad de Huelva, también de la segunda categoría.  
La temporada 2004-05 la disputó con el Drac Inca, equipo que en ese entonces pertenecía a la LEB 2. Luego retornó a su anterior categoría, teniendo experiencias en L'Hospitalet, Cantabria Lobos, Autocid Ford Burgos y Tenerife Rural. En su último club fue una parte importante de la rotación exterior del plantel, teniendo presencias casi siempre superiores a los 20 minutos por partido con su capacidad para alternar como base y escolta como rasgo distintivo. 
A mediados del año 2010 decidió emprender el regreso a la Argentina, firmando con El Nacional Monte Hermoso, club recién ascendido a la LNB que tenía la misión de afianzarse en el campeonato de baloncesto más importante del país. Sin embargo Boccia sólo jugó allí 15 encuentros -en los que promedió 8.0 puntos y 4.0 rebotes por partido-, firmando en enero de 2011 su traspaso a Lanús. 
Renovó con los granates para dos temporadas más, y luego fue fichado por Peñarol de Mar del Plata, un club que en ese momento era uno de los más dominantes del campeonato local. En su paso por la institución marplatense, Boccia se consagró campeón de la Liga Nacional de Básquet 2013-14 y conquistó también el Torneo Súper 8 2013. 
En el 2015 regresó a Boca Juniors, luego de 14 años de ausencia. El equipo hizo una campaña decepcionante, y se salvó a último momento de tener que jugar los partidos del playout por la permanencia, pero Boccia registró algunos de los mejores promedios de su carrera: 14.9 puntos, 5.4 rebotes y 2.9 asistencias por partido. En consecuencia dejó al club porteño para incorporarse a Olímpico de La Banda, pero, al cabo de un año, regresó a Boca Juniors, convirtiéndose en uno de los referentes del equipo azul y amarillo.
Tras cinco temporadas en Boca, el club decidió no renovarle su contrato. En consecuencia Boccia aceptó retornar a su Rosario natal como ficha de Provincial, club que disputaba el Torneo Pre-Federal de la Región CAB 1. Un mes después se incorporó al Caribbean Storm de la Liga WePlay de Colombia. Sin embargo sólo jugo 3 partidos antes de retornar a Provincial.

### Clubes
| Club                      | País      | Año             |
| ------------------------- | --------- | --------------- |
| Boca Juniors              | Argentina | 1998 - 2001     |
| Pamesa Valencia           | España    | 2001 - 2002     |
| Villa Los Barrios         | España    | 2002            |
| Ulla Oil Rosalía          | España    | 2002 - 2003     |
| CB Ciudad de Huelva       | España    | 2003 - 2004     |
| Drac Inca                 | España    | 2004 - 2005     |
| Club Bàsquet L'Hospitalet | España    | 2005 - 2007     |
| Alerta Cantabria          | España    | 2007 - 2008     |
| Autocid Ford Burgos       | España    | 2008            |
| Tenerife Rural            | España    | 2008 - 2010     |
| El Nacional Monte Hermoso | Argentina | 2010            |
| Lanús                     | Argentina | 2011 - 2013     |
| Peñarol                   | Argentina | 2013 - 2015     |
| Boca Juniors              | Argentina | 2015 - 2016     |
| Olímpico de La Banda      | Argentina | 2016 - 2017     |
| Boca Juniors              | Argentina | 2017 - 2022     |
| Provincial                | Argentina | 2022            |
| Caribbean Storm           | Colombia  | 2022            |
| Provincial                | Argentina | 2022 - Presente |

## Selección nacional
Boccia fue miembro de los seleccionados juveniles de baloncesto de la Argentina, habiendo integrado el plantel que disputó el Campeonato Mundial de Baloncesto Sub-21 Masculino de 2001, desarrollado en Japón. Jugando a la par de talentos como Federico Kammerichs, Diego Ciorciari, Diego Guaita, Matías Ibarra y los futuros NBA Carlos Delfino y Luis Scola, contribuyó enormemente en que el equipo alcanzara el tercer puesto. Su marca en el torneo de 11.8 puntos y 2.4 rebotes por partido fue, de hecho, lo que despertó en el Pamesa Valencia el interés por él. 
Posteriormente sería convocado al seleccionado mayor, formando parte del grupo que disputó el Campeonato FIBA Américas de 2013. 